# Cerkev sv. Frančiška Asiškega, Ljubljana
Cerkev sv. Frančiška Asiškega v Spodnji Šiški je rimskokatoliška cerkev, ki je posvečena svetemu Frančišku Asiškemu. Je župnijska cerkev župnije Ljubljana - Šiška.
Pri cerkvi stojita župnišče in frančiškanski samostan Šiška. V neposredni bližini se nahaja Frančiškov študentski dom Šiška.
Cerkev sv. Frančiška Asiškega je bila 28. julija 2021 dodana na seznam Unescove svetovne dediščine v okviru vpisa Dela Jožeta Plečnika v Ljubljani – urbano oblikovanje po meri človeka.

## Zgodovina
Že leta 1906 so pričeli z načrti za gradnjo nove cerkve, saj stara, cerkev sv. Jerneja, ni več zadostovala potrebam župnije.
Toda gradnja se je začela šele potem, ko je leta 1924 Jože Plečnik naredil nove načrte. Ta gradnja je bilo prvo Plečnikovo naročilo po vrnitvi v Ljubljano. Ker sprva lokacija ni bila določena, je Plečnik želel cerkev zgraditi na vrhu Šišenskega hriba z monumentalnim dostopom. Frančiškani pa so kupili parcelo, ki je bila (tedaj) sredi njiv, danes pa se nahaja ob Verovškovi ulici. Notranji prostor je v obliki kvadrata, brez izrazite osi. Srednja ladja je poglobljena, obdaja jo stebrni obhod, namenjen procesijam. Monumentalni opečni stebri so odraz Plečnikovega klasičnega prepričanja. V notranjosti je pustil zelo malo prostora drugim oblikovalcem in ni bil naklonjen freskam, ki so jih narisali. Sam je načrtoval tudi večino opreme, vključno z oltarji in svetilkami.
Gradnja se je začela 19. aprila 1925 z blagoslovitvijo prostora in postavitvijo temeljnega kamna. 3. oktobra 1926 sta bila blagoslovljena cerkev in oltar, kar sta opravila ljubljanski škof Anton Bonaventura Jeglič in mariborski škof Andrej Karlin. Gradnja se je nato nadaljevala z zunanjimi oz. stranskimi deli.
8. julija 1928 je cerkev postala župnijska cerkev takrat ustanovljene župnije sv. Frančiška v Šiški. Leta 1930 so pričeli graditi zvonik, ki so ga končali oktobra 1932.
Notranji oltarji so bili tudi Plečnikovo delo, medtem ko je slikanje fresk opravil akademski slikar, frančiškan pater Blaž Farčnik. Na zaoltarski steni se tako nahaja Nebeška gloria.
Cerkev je bila leta 2001 razglašena za kulturni spomenik lokalnega pomena in nato leta 2009 razglašena še za kulturni spomenik državnega pomena v sklopu Plečnikovih del.
Septembra leta 2011 je bila izvedena prenova zvonov in njihove nosilne konstrukcije, saj sta zaradi dotrajanosti sistema delovala le še dva zvonova, konstrukcija iz hrastovega lesa pa je bila na nekaterih delih že trhla in zato nevarna. Cerkev ima 4 zvonove, 1 bronastega in 3 železne.